# Grande Prêmio da Itália de 1964
Resultados do Grande Prêmio da Itália de Fórmula 1 realizado em Monza em 6 de setembro de 1964. Oitava etapa do campeonato, a prova foi vencida pelo britânico John Surtees, da Ferrari.

## Classificação da prova
| Pos. | Nº | Piloto                 | Construtor             | Voltas | Tempo/Diferença | Grid | Pontos |
| ---- | -- | ---------------------- | ---------------------- | ------ | --------------- | ---- | ------ |
| 1    | 2  | John Surtees           | Ferrari                | 78     | 2:10:51.8       | 1    | 9      |
| 2    | 26 | Bruce McLaren          | Cooper-Climax          | 78     | + 1:06.0        | 5    | 6      |
| 3    | 4  | Lorenzo Bandini        | Ferrari                | 77     | + 1 volta       | 7    | 4      |
| 4    | 20 | Richie Ginther         | BRM                    | 77     | + 1 volta       | 9    | 3      |
| 5    | 46 | Innes Ireland          | BRP-BRM                | 77     | + 1 volta       | 13   | 2      |
| 6    | 10 | Mike Spence            | Lotus-Climax           | 77     | + 1 volta       | 8    | 1      |
| 7    | 12 | Jo Siffert             | Brabham-BRM            | 77     | + 1 volta       | 6    |        |
| 8    | 30 | Giancarlo Baghetti     | BRM                    | 77     | + 1 volta       | 15   |        |
| 9    | 6  | Ludovico Scarfiotti    | Ferrari                | 77     | + 1 volta       | 16   |        |
| 10   | 16 | Dan Gurney             | Brabham-Climax         | 75     | + 3 voltas      | 2    |        |
| 11   | 22 | Bob Anderson           | Brabham-Climax         | 75     | + 3 voltas      | 14   |        |
| 12   | 34 | Jo Bonnier             | Brabham-Climax         | 74     | + 4 voltas      | 12   |        |
| 13   | 38 | Peter Revson           | Lotus-BRM              | 72     | + 6 voltas      | 18   |        |
| 14   | 14 | Jack Brabham           | Brabham-Climax         | 59     | Biela           | 11   |        |
| Ret  | 8  | Jim Clark              | Lotus-Climax           | 27     | Motor           | 4    |        |
| Ret  | 50 | Mário de Araújo Cabral | Derrington-Francis-ATS | 24     | Ignição         | 19   |        |
| Ret  | 48 | Maurice Trintignant    | BRM                    | 21     | Injeção         | 20   |        |
| Ret  | 28 | Ronnie Bucknum         | Honda                  | 12     | Freios          | 10   |        |
| Ret  | 40 | Mike Hailwood          | Lotus-BRM              | 4      | Motor           | 17   |        |
| Ret  | 18 | Graham Hill            | BRM                    | 0      | Embreagem       | 3    |        |
| DNS  | 60 | Jean-Claude Rudaz      | Cooper-Climax          |        |                 |      |        |
| DNQ  | 44 | Trevor Taylor          | BRP-BRM                |        |                 |      |        |
| DNQ  | 36 | Giacomo Russo          | Brabham-BRM            |        |                 |      |        |
| DNQ  | 24 | John Love              | Cooper-Climax          |        |                 |      |        |
| DNQ  | 56 | Ian Raby               | Brabham-BRM            |        |                 |      |        |

## Tabela do campeonato após a corrida
|  | Pos. | Piloto          | Pontos |
|  | ---- | --------------- | ------ |
|  | 1    | Graham Hill     | 32     |
|  | 2    | Jim Clark       | 30     |
|  | 3    | John Surtees    | 28     |
|  | 4    | Richie Ginther  | 20     |
|  | 5    | Lorenzo Bandini | 19     |

|   | Pos. | Construtor     | Pontos  |
| - | ---- | -------------- | ------- |
| 2 | 1    | Ferrari        | 37      |
| 1 | 2    | BRM            | 36 (42) |
| 1 | 3    | Lotus-Climax   | 35      |
|   | 4    | Brabham-Climax | 21      |
|   | 5    | Cooper-Climax  | 16      |

- Nota: Somente as primeiras cinco posições estão listadas. Apenas os seis melhores resultados, dentre pilotos ou equipes, eram computados visando o título. Neste ponto esclarecemos: na tabela dos construtores figurava somente o melhor colocado dentre os carros de um time.